# René Coicaud
 René Georges Coicaud  (ur. 25 sierpnia 1927 w Libourne, zm. 1 października 2000 w Bergerac) – francuski florecista, srebrny medalista igrzysk olimpijskich i mistrzostw świata.
Na igrzyskach olimpijskich w Melbourne w 1956 roku Francuzi w składzie: Claude Netter, Bernard Baudoux, Jacques Lataste, Roger Closset, Christian d’Oriola i René Coicaud zajęli drużynowo drugie miejsce. W zawodach indywidualnych nie wystartował. Był to jego jedyny występ olimpijski.
Podczas mistrzostw świata w Paryżu w 1957 roku Claude Bancilhon, Bernard Baudoux, Roger Closset, René Coicaud, Christian d’Oriola i Claude Netter ponownie zajęli drugie miejsce w zawodach drużynowych.